# Sencsou-program
A Sencsou-program (Shénzhōu Jìhuà) (sencsou: isteni hajó) az első kínai emberes űrprogram. Ennek keretében Sencsou űrhajókkal végeztek emberes és emberek nélküli repüléseket. A Sencsou-programban indították az első kínai űrhajósokat a világűrbe, ezzel Kína lett a harmadik ország (a Szovjetunió/Oroszország és az Amerikai Egyesült Államok után), amely önerőből juttatott embert a világűrbe.

## Történet
1990-ben indult meg a 921-es Projekt, amelynek célja tíz éven belül önerőből embert küldeni a világűrbe. Az első Sencsou (Shénzhōu) űrhajó repülése 1999 októberében 21 órát tartott. Ezután következett még három automatikus repülés 2001 januárjában, 2002 áprilisában és 2002 decemberében. Ezek már egy-egy hétig tartottak. 2003. október 15-én sikeresen startolt a Sencsou–5 (Shénzhōu wǔ hào) az első kínai űrhajóssal, Jang Li-vej (Yang Liwei)-jel a fedélzetén. A küldetés 21 órát tartott. A második emberi űrutazásra 2005 októberében már két űrhajóst küldtek fel.

## Küldetések
(zárójelben a repülés éve)
- Sencsou–1 (Shénzhōu Yīhào) (1999) – a Sencsou űrhajó első tesztrepülése emberek nélkül. 14-szer kerülte meg a Földet.
- Sencsou–2 (Shénzhōu èr Hào) (2001) – tesztrepülés emberek nélkül. A fedélzeten már kisebb állatok és mikrobák is utaztak.
- Sencsou–3 (Shénzhōu Sānshì) (2002) – tesztrepülés emberek nélkül.
- Sencsou–4 (Shénzhōu Sì Hào) (2002-2003) – tesztrepülés emberek nélkül. Navigációs műszereket és az űrhajósok életműködéseit segítő berendezéseket teszteltek.
- Sencsou–5 (Shénzhōu Wǔ Hào) (2003) – az első kínai emberes űrrepülés és az első kínai űrhajóssal, Jang Li-vej (Yang Liwei)-el a világűrben.
- Sencsou–6 (Shénzhōu Lìu hào) (2005) – az első kínai űrrepülés egyszerre két űrhajóssal.
- Sencsou–7 (Shénzhōu Qī Hào) (2008) – az első kínai űrrepülés három űrhajóssal, az első kínai űrséta.
- A Sencsou–8 (Shénzhōu Bā Hào) űrhajót pilóták nélküli változatban csatlakoztatták a korábban pályára állított Tienkung–1 (Tiāngōng Yīhào) űrállomás modulhoz.
- A Sencsou–9 (Shénzhōu Jiǔ Hào) űrhajón utazott az első kínai női űrhajós, az űrhajó 2012. június 16-án három űrhajóssal a fedélzetén automatikus irányítással sikeresen csatlakozott Tienkung–1 (Tiāngōng yīhào) űrállomás modulhoz.
- A Sencsou–10 (Shénzhōu Shíhào) fedélzetén 3 űrhajós repült a Tienkung–1 (Tiāngōng Yīhào) űrállomáshoz. Az expedíció 2013, június 11-én indult és 15 napig tartott.
- A Sencsou–11 (Shénzhōu Shíyī) űrhajó fedélzetén két űrhajóssal, először dokkolt a Tienkung–2 (Tiāngōng èrhào) űrállomáshoz. Az űrhajót 2016. október 16-án lőtték ki, és 33 nap múlva landolt.

## Lásd még
- Csien Hszüe-szen